# Olivia Delcán

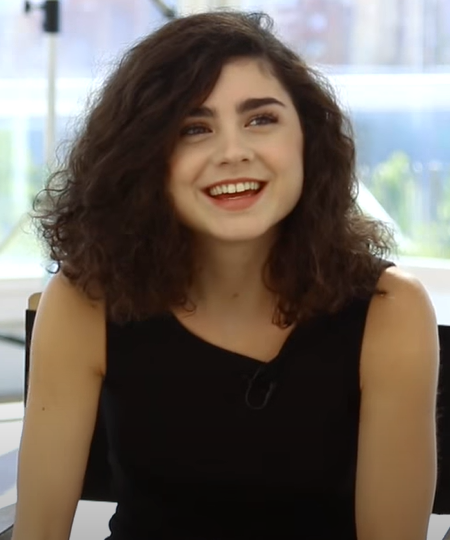
Olivia Delcán (2015)

Olivia Delcán (* 29. Mai 1992 auf Menorca, Balearische Inseln) ist eine spanische Schauspielerin und Drehbuchautorin.

## Leben
Delcán wurde am 29. Mai 1992 auf Menorca geboren und wuchs dort und in Los Angeles multilingual mit Spanisch, Katalanisch und Englisch auf. Sie lernte das Schauspiel am William Esper Studio in New York City und am William Layton Studio in Madrid. Erste Erfahrungen sammelte sie als Theaterschauspielerin.
Seit 2015 ist Delcán auch als Filmschauspielerin tätig. Im Film Isla Bonita übernahm sie neben der Rollenbesetzung der Olivia auch Teile des Drehbuchs. Der Film wurde mit dem Sant Jordi Award ausgezeichnet und polarisierte auch durch freizügige Szenen der Darsteller. 2016 übernahm sie in insgesamt neun Episoden des Netflix Originals Locked Up die Rolle der Bambi. Die Serie zeigt inhaftierte Frauen einer Justizvollzugsanstalt und deren Alltag und Diskriminierung auch von den Aufsehern. Sie wirkte ab 2015 häufig in Kurzfilmen mit.
2019 stellte sie die Rolle der Vicky López in insgesamt 13 Episoden in der Fernsehserie Brigada Costa del Sol dar. Von 2020 bis 2022 verkörperte sie in der Netflix-Produktion Warrior Nun die Rolle der Schwester Camila. 2021 war sie außerdem als Estela in der Fernsehserie Doctor Portuondo zu sehen.

## Filmografie (Auswahl)

### Schauspiel
- 2015: Los últimos días del cine (Kurzfilm)
- 2015: Isla Bonita – Die schöne Insel (Isla Bonita)
- 2015: Lejos del mar
- 2016: Criaturas de la tierra (Kurzfilm)
- 2016: Locked Up (Vis a vis) (Fernsehserie, 9 Episoden)
- 2017: El vestido (Kurzfilm)
- 2017: Yerbabuena (Kurzfilm)
- 2018: Los inocentes (Kurzfilm)
- 2019: Ráfagas de vida salvaje (Kurzfilm)
- 2019: Arenal (Kurzfilm)
- 2019: Brigada Costa del Sol (Fernsehserie, 13 Episoden)
- 2020: Eva’s comet (Kurzfilm)
- 2020: Los inocentes
- 2020–2022: Warrior Nun (Fernsehserie, 16 Episoden)
- 2021: Josefina
- 2021: Está amaneciendo (Kurzfilm)
- 2021: Doctor Portuondo (Fernsehserie, 3 Episoden)

### Drehbuch
- 2015: Isla Bonita – Die schöne Insel (Isla Bonita)